# Medaille van Verdienste voor Redding uit Gevaar
De Medaille van Verdienste voor Redding uit Gevaar (Duits: Verdiensmedaille für Rettung aus Gefahr) werd op 17 januari 1848 tijdens de regering van de Oldenburgse Groothertog Paul Frederik August ingesteld.

## De Medaille van Verdienste voor Redding uit Gevaar van het Groothertogdom Oldenburg
Het instellen van reddingsmedailles door particulieren en overheden was een nieuwe ontwikkeling. Men onderzocht sinds het einde van de 18e eeuw de mogelijkheden om drenkelingen te reanimeren en de reddingstechnieken bij rampen op zee.
Niet alleen het met levensgevaar redden van anderen werd gehonoreerd, ook het redden van andermans bezit werd met deze medaille beloond.
Deze medaille werd door het op de ordedag van de Huisorde bijeengekomen kapittel van de Huisorde en Orde van Verdienste van Hertog Peter Friedrich Ludwig gesticht. Men droeg de medaille aan het blauwe lint met de rode biezen van de Oldenburgse huisorde.
De ronde medaille was van massief zilver en werd op de linkerborst gedragen. Er zijn geen verguld zilveren of verzilverde medailles bekend.
Er zijn drie modellen van de medaille bekend.
- Het model 1848 - 1897 met verhoogde signatuur F.Brehmer
- Het model 1897 - 1918 met verdiepte signatuur F.Brehmer
- Het tweede model aan een eenvoudig oog.

De voorzijde van de medaille toont het naar links gewende hoofd van de Groothertog Paul Frederik August en het randschrift "PAUL FRIEDR. AUGUST GR:HV OLDENBURG". Op de keerzijde staat "FÜR RETTUNG AUS GEFAHR" binnen een eikenkrans. Men droeg de medaille aan een lint op de linkerborst. Bij herhaalde dapperheid werd geen tweede medaille verleend maar werd een zilveren gesp op het lint bevestigd.
De medailles worden maar zelden op een veiling aangeboden en de zilveren medaille brengt daar tussen de 780 en 380 euro op.

## De Medaille van Verdienste voor Redding uit Gevaar van de Vrijstaat Oldenburg
De medaille is tot 1918 in de oude vorm blijven bestaan. In 1927 heeft de Vrijstaat Oldenburg een medaille met deze naam ingesteld om redding uit gevaar te belonen. Deze medaille is ook van zilver. Uiteraard ontbreekt het portret van de groothertog. In 1934 maakten de nazi's een einde aan de Vrijstaat Oldenburg en aan de medaille.
De medailles worden maar zelden op een veiling aangeboden en de zilveren medaille brengt daar ongeveer 380 euro op.